# 910年代
910年代（きゅうひゃくじゅうねんだい）は、西暦（ユリウス暦）910年から919年までの10年間を指す十年紀。

## できごと

### 910年
- フランス中東部にクリュニー修道院が設立される（909年とも）。
- イベリア半島ではレオン王国のガルシア王が領土拡張を開始。
- 日本、諸国に「延喜格」を写させる。

### 911年
- 東フランク王国でカロリング朝が断絶しフランケン公コンラート1世が王に選出される。
- ノルマン人の首長ロロがノルマンディー公国を樹立。

### 912年
- 日本、「延喜式」の編集を促進させる。

### 913年
- ブルガリア王シメオン1世、皇帝を称す。

### 918年
- 朝鮮半島で王建が泰封を滅ぼして高麗を建国。

### 919年
- ハインリヒ1世がドイツ国王に即位する。